# Ferrari 512 BB
Der Ferrari 512 BB ist ein Sportwagenmodell des italienischen Automobilherstellers Ferrari. Die Bezeichnung Ferrari 512, analog zum Rennsportwagen Ferrari 512S von 1970 mit 5-Liter-V12-Motor, wurde für eine Serie von Straßenwagen übernommen, als der 4,4-Liter-Motor des 365 GT/4 Berlinetta Boxer auf ca. 5 Liter Hubraum vergrößert wurde. Nach der bisherigen Bezeichnungsweise für V12-Motoren, bei der der Einzelhubraum eines Zylinders in Kubikzentimetern die Typenbezeichnung ergab, wäre nun 412 an der Reihe gewesen, siehe Ferrari 412.

## Ferrari 512 BB/512 BBi

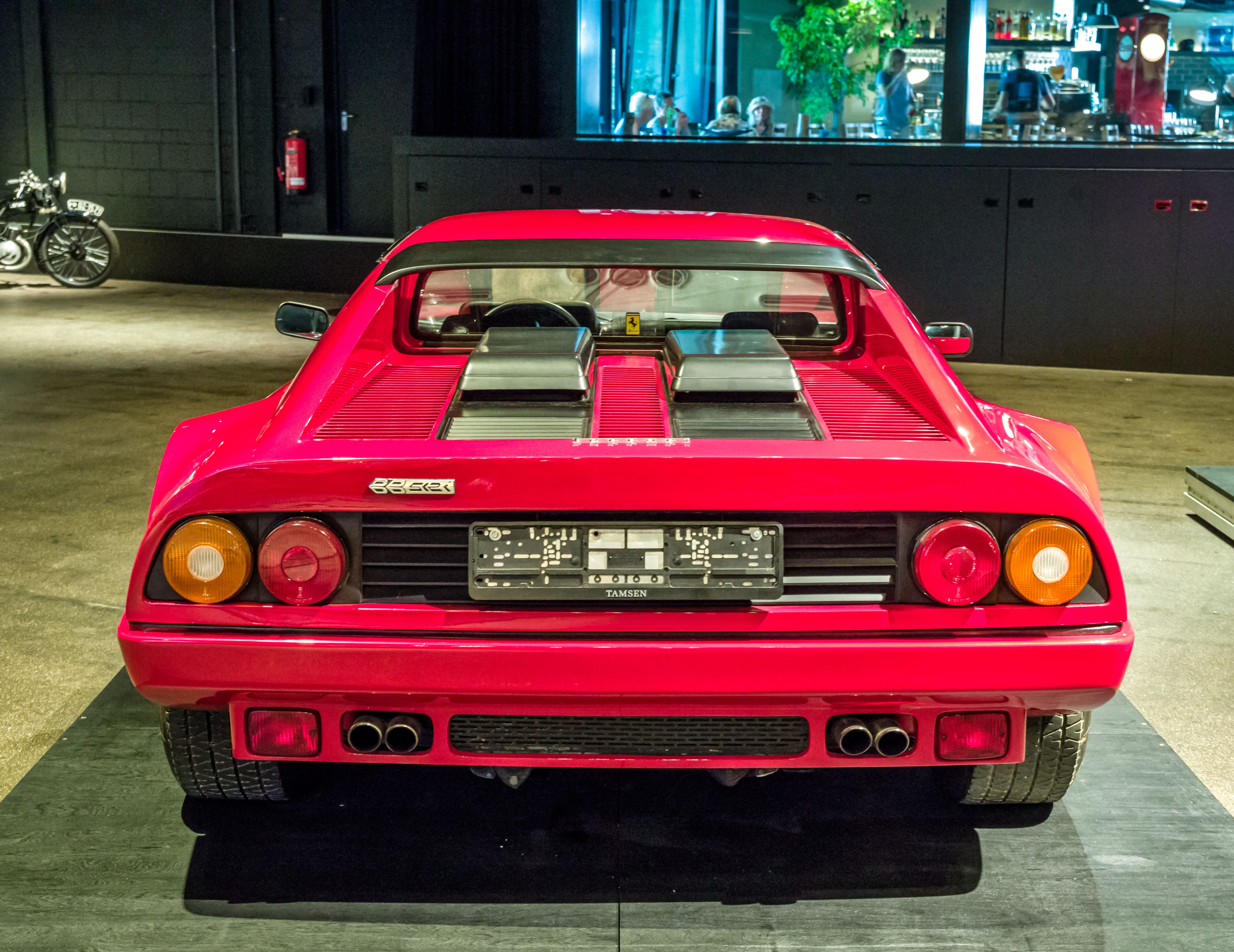
Heckansicht des Ferrari 512 BBi

Der Ferrari 512 BB wurde 1976 auf dem Pariser Autosalon als Sportwagen für die Straße vorgestellt. Der 512 Berlinetta Boxer war der überarbeitete Nachfolger des 365 GT/4 Berlinetta Boxer mit 4,4-Liter-Zwölfzylinder-Mittelmotor. Wesentliches Merkmal des 512 BB war der auf 5 Liter Hubraum vergrößerte Zwölfzylinder (kein Boxermotor, sondern ein V-Motor mit 180° Bankwinkel), ähnlich den Dreiliter-Rennmotoren im Prototyp Ferrari 312PB sowie den Ferrari 312B und Ferrari 312T in der Formel 1, die u. a. von Niki Lauda gefahren wurden.
Äußerliche Unterschiede vom 365 zum 512 waren vier Auspuffendrohre und vier Rückleuchten. Außerdem wurden ein kleiner Frontspoiler, eine neue Motorhaube und zusätzliche NACA-Lufteinlässe vor den Hinterrädern verbaut. Breitere Reifen gehörten genauso wie ein etwas breiteres und längeres Heck zu den Änderungen. Zudem legte das Fahrzeug an Gewicht zu.
1981 wurden weitere technische Veränderungen vorgenommen. Durch die verschärften Abgasnormen in den USA wichen die Vergaser einer mechanischen Saugrohreinspritzung, wodurch der Name 512 BB in 512 BBi (für iniezione) geändert wurde. Die Einspritzanlage war eine K-Jetronic von Bosch; im Vergleich zum Vergasermotor des 512 BB sank neben dem Verbrauch auch die Leistung um etwa 15 kW, auch das Drehmoment war etwas geringer. Im gleichen Zug wurde ein leichtes Facelift durchgeführt: die Fronthaube erhielt Luftauslassgitter in Wagenfarbe, breitere Reifen, neue Nebelrückleuchten und Parkleuchten. Außerdem wurde der Frontgrill schmaler. Im offiziellen BBi-Verkaufsprospekt wurden jedoch in erster Linie die nun besser belüfteten Rückenlehnen der Ledersitze beworben. Mit Vorstellung des Ferrari Testarossa lief 1984 die Produktion des 512 BBi aus.
Testwerte AMS 15/1983 für BBi (AMS 9/1978 für 512 BB)
- 0–80 km/h 4,9 s (4,0 s)
- 0–100 km/h 5,9 s (5,7 s)
- 0–120 km/h 7,6 s (7,5 s)
- 0–140 km/h 10,0 s (9,9 s)
- 0–160 km/h 12,8 s (12,5 s)
- 0–180 km/h 16,4 s (15,7 s)
- 0–200 km/h 20,7 s (19,1 s)
- 1000 m mit stehendem Start 25,0 s (24,9 s)
- Vmax 288 km/h (283,5 km/h)

Der 512 BB beanspruchte mit einer von Ferrari angegebenen Höchstgeschwindigkeit von 302 km/h das schnellste Straßenauto in Produktion zu sein, allerdings wurden 1978 im Test der britischen Zeitschrift Autocar nur enttäuschende 263 km/h gemessen, im AMS-Vergleichstest war er 4,5 km/h langsamer als der Lamborghini Countach LP 400.
Auf Kundenwunsch war eine längere Übersetzung der ersten beiden Gänge möglich (1. Gang bis 110 km/h, 2. Gang bis 150 km/h). Dies hatte zur Folge, dass sich die Beschleunigungszeit auf 100 km/h durch Wegfall eines Schaltvorganges verbesserte. Außerdem waren Nockenwellen mit geänderten Steuerzeiten und höher verdichtende Kolben lieferbar, dieser „LM-Kit“ wurde auf Kundenwunsch für spezielle Kunden des Hauses nachgerüstet.

## Ferrari 512 BB Le Mans

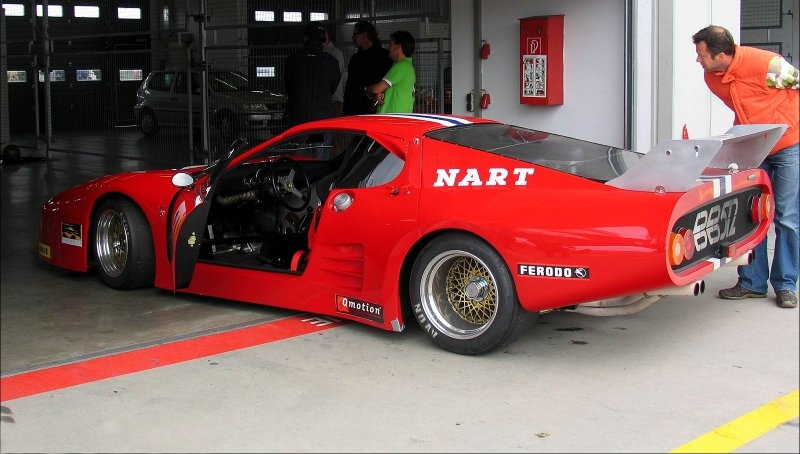
Ferrari 512 BB Le Mans (1979)

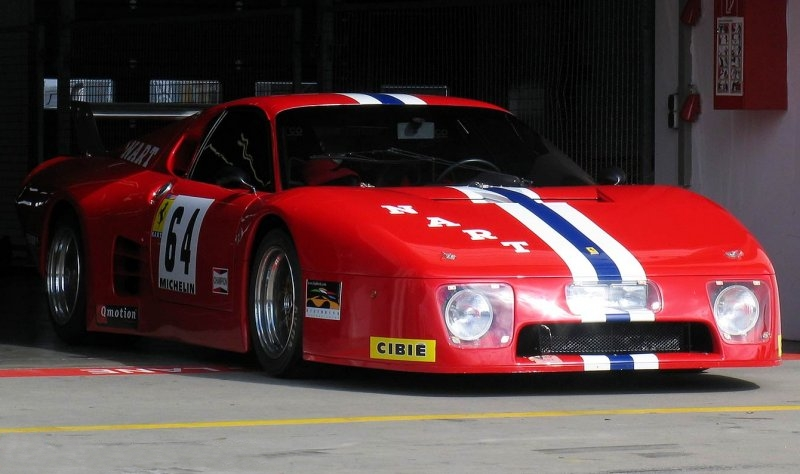
Ferrari 512 BB Le Mans (1979)

Unterstützt von der Werksabteilung für Kunden-Wettbewerbsfahrzeuge entstanden für den Einsatz in Le Mans 1978 und durch die Förderung der Generalimporteure von Frankreich (Pozzi), Belgien (Ecurie Francorchamps) und Nordamerika (NART) vier leicht modifizierte Rennversionen des 512 BB. Keiner der vier Rennwagen erreichte das Ziel, sie waren jedoch auf Anhieb schneller als die Vorgängermodelle 365 GTB/4. Entsprechend reagierte das Werk und bereitete in Zusammenarbeit mit Pininfarina für die folgenden Jahre eine im Windkanal optimierte GfK-Karosserie vor, die den Wagen auf jeden Fall leichter und schneller machte (Vmax: 350 km/h in Le Mans).
Die 25 Fahrzeuge wurden offiziell als Kundenfahrzeuge registriert und starteten insgesamt 26 mal bei nur sieben Veranstaltungen, unter anderem in Daytona, Sebring und Le Mans. In der IMSA-GTX-Kategorie errang der 512 BB des Gespanns Andruet/Ballot-Lena 1981 den fünften Platz in der Gesamtwertung. Insgesamt war der Renn-512-BB wenig erfolgreich. Bis 1994 (Ferrari 333SP) erzielte dann auch kein Ferrari mehr in Le Mans nennenswerte Ergebnisse.

## Ferrari Testarossa/512 TR/512 M
1984 wurde der 512 BBi durch den Ferrari Testarossa ersetzt. Der ursprüngliche Testarossa wurde 1991 überarbeitet und erschien als 512 TR. 1994 erfolgte nach einer Modellpflegemaßnahme der F512 M.